# Vallis Schrödinger
La Vallis Schrödinger è una struttura geologica della superficie della Luna.